# Teoria cablului
Teoria cablului este un model matematic care încearcă să descrie existența potențialelor electrice și propagarea curenților electrici prin fibrele neuronale. Dendritele și axonii sunt considerați cabluri electrice.
{\displaystyle \lambda ^{2}{{\partial }^{2}V \over \partial x^{2}}=\tau {\partial V \over \partial t}+V}
Unde:
{\displaystyle \lambda ={\sqrt {r_{\mathrm {m} } \over r_{\mathrm {i} }}};{\text{ }}\tau =r_{\mathrm {m} }c_{\mathrm {m} }}